# モーニングフリーウェイふくしま
『Morning Freeway ふくしま』（モーニングフリーウェイふくしま）は、ふくしまFMで毎週月曜 - 金曜の朝に放送されている生放送のラジオ番組。

## 概要
TOKYO FM制作の「立花裕人のMORNING FREEWAY」の福島ローカル版として、ふくしまFMの開局と同日に放送を開始した。2004年に本家の番組は終了したが、引き続き「モーニングフリーウェイ」の番組名で放送されている。
8:00 - 8:20の間は、TOKYO FM・JFNCから「ONE MORNING」をネットしている。

## パーソナリティ

### 現在
- 月曜、火曜：菅野彩美
- 水曜：北村茉倫（ふくしまFMアナウンサー）[2]
- 木曜：杉浦祐治
- 金曜：DJイタル

### 過去
| 期間      | 期間       | 月曜・火曜 | 水曜       | 木曜       | 金曜       |
| --------- | ---------- | ---------- | ---------- | ---------- | ---------- |
| 1995.10.2 | 2005.3.31  | 森雄一     | 森雄一     | 横田篤     | 横田篤     |
| 2005.4.1  | 2006.3.31  | 森雄一     | 森雄一     | 森雄一     | 森雄一     |
| 2006.4.3  | 2008.9.26  | 平岡知子   | 平岡知子   | 平岡知子   | 平岡知子   |
| 2008.9.29 | 2008.12.31 | 平岡知子   | 平岡知子   | 平岡知子   | 小野寺彰子 |
| 2009.1.5  | 2009.3.31  | 平岡知子   | 矢野真未   | 矢野真未   | 小野寺彰子 |
| 2009.4.1  | 2009.10.2  | 小野寺彰子 | 小野寺彰子 | 三吉梨香   | 三吉梨香   |
| 2009.10.5 | 2012.9.28  | 中村哲郎   | 中村哲郎   | 三吉梨香   | 三吉梨香   |
| 2012.10.1 | 2013.3.29  | 古賀徹     | 小野寺彰子 | 小野寺彰子 | 小野寺彰子 |
| 2013.4.1  | 2014.3.28  | 古賀徹     | 古賀徹     | 古賀徹     | 古賀徹     |
| 2014.3.31 | 2018.3.30  | 古賀徹     | 安田祥子   | 安田祥子   | 小野寺彰子 |
| 2018.4.2  | 2019.9.30  | 鈴木美貴子 | 加藤漢太   | 加藤漢太   | 加藤漢太   |
| 2019.10.1 | 2020.10.2  | 小野寺彰子 | 加藤漢太   | 加藤漢太   | 加藤漢太   |
| 2020.10.5 | 2021.2.26  | 小野寺彰子 | 北村茉倫   | 加藤漢太   | 加藤漢太   |
| 2021.3.1  | 2023.6.30  | 北村茉倫   | 加藤漢太   | 加藤漢太   | 加藤漢太   |
| 2023.7.3  | 2023.8     | 北村茉倫   | 菅野彩美   | 菅野彩美   | 古賀徹     |
| 2023.9    | 2024.3     | 北村茉倫   | 菅野彩美   | 菅野彩美   | DJイタル   |
| 2024.4    | 2025.6     | 菅野彩美   | 北村茉倫   | 北村茉倫   | DJイタル   |
| 2025.7    | 現在       | 菅野彩美   | 北村茉倫   | 杉浦祐治   | DJイタル   |

## 主なコーナー
2021年1月現在
- 福島トヨタ ここからモーニング （小松田あこ）
- 福島民報 TODAY'S CHECK
- きょうナビ
- MUSIC☆INDEX
- ニュース、天気予報、交通情報

### 過去のコーナー
- 福島トヨタ T-SMILE（武田真紀）
- 今日のキーワード
- 献血インフォメーション
- 日替わりナビ
- Happy of Life
- Face to smile 〜伝えて、つながる。明日への元気隊!〜

など